# Vincent Regan
Vincent Regan (ur. 16 maja 1965 w Swansea) – walijski aktor filmowy, sceniczny i telewizyjny.

## Życiorys

### Kariera
Wystąpił w blisko piętnastu rolach teatralnych; najbardziej znana z nich to Achilles w Troilusie i Kresydzie, wystawionym podczas Edinburgh International Festival. W Hollywood sławę przyniosły mu występy w filmach, które tematyką odwołują się do czasów starożytnej Grecji: 300 w reżyserii Zacka Snydera i Troja Wolfganga Petersena.
Regan okazjonalnie zajmuje się reżyserią i pisaniem scenariuszy.

### Życie prywatne
Jest synem irlandzkich imigrantów. Po osiągnięciu pełnoletniości Regan powrócił ze swoimi rodzicami do Irlandii, następnie zaś przeniósł się do Anglii, gdzie rozpoczął studia w St Joseph's College w miejscowości Ipswich.
Poślubił aktorkę Amelię Curtis; para ma dwie córki – Chloe (ur. w 1991) i Esme (ur. w 2006 lub 2007). Jest zapalonym historykiem; jego pasjami są starożytny Rzym i sztuki Williama Szekspira.

## Wybrana filmografia
- 1998: Jeremiasz jako Sedecjasz
- 2001: As wywiadu (The Point Men) jako Amar Kamil
- 2015: Anno Domini – Biblii ciąg dalszy jako Poncjusz Piłat
- 2023: Luther: Zmrok (Luther: The Fallen Sun) jako Dennis McCabe